# Чайка (журнал)
Журнал «Чайка» (англ. Seagull Magazine) — американский русскоязычный литературно-художественный и публицистический интернет-журнал, издается в Большом Вашингтоне (штат Мэриленд, США). Выходит в электронном виде с августа 2014 года и является наследником традиций и архива бумажного журнала «ЧАЙКА», издававшегося с 2001 по 2014 годы в Балтиморе. Два раза в год журнал выпускает бумажные альманахи, составленные из лучших материалов, опубликованных за прошедшее полугодие.

## Журнал
Журнал основан в Балтиморе в 2001 году.
Первый издатель и главный редактор — Геннадий Крочик — кандидат наук в области теоретической физики, автор более 50 научных работ и многочисленных статей в русскоязычной прессе, эмигрировавший в США в 1988 году. В июле 2014 года Геннадий Крочик скоропостижно скончался.
С 2001 до 2014 года журнал «Чайка» выходил в бумажном варианте. С 2014 года выпускается только онлайн-версия.
Главный редактор интернет-журнала — Ирина Чайковская.
Члены редколлегии интернет-журнала Чайка: Элеонора Мандалян (Лос-Анджелес, США), Александр Сиротин (Нью-Йорк, США), Евсей Цейтлин (Чикаго, США), Николай Боков (Париж, Франция), Сергей Бычков (Москва, Россия).
Интернет-журнал Чайка имеет литературно-художественную и публицистическую направленность и откликается на серьезные общественно-политические события в России, Америке и мире. Печатает статьи, интервью, прозу, стихи, произведения разных жанров и стилей. Журнал безгонорарный. 
На сайте журнала также хранятся видеоматериалы — записи праздников, видеорепортажи и видеоинтервью, а также короткие видеозаписи лауреатов «Чайки».
Журналу и Альманахам «Чайка» посвящены статьи и рецензии, помещенные в различных печатных изданиях.
В настоящее время (нач.2024 года) сайт журнала в Российской Федерации блокируется Роскомнадзором.

## Альманах
Два раза в год из лучших материалов, напечатанных в журнале, формируются бумажные литературно-художественные альманахи ЧАЙКА, объемом более 400 страниц. Постоянные разделы альманахов: Проза, Поэзия, Кино, Театр, Музыка, Наука, Публицистика, Юмор, Детский альбом. Дважды в год журнал проводит творческий конкурс детей и для детей; произведения трех победителей публикуются в журнале и в очередном Альманахе. Как правило, каждый Альманах включает произведения более 60 авторов из 10-11 стран.
К настоящему времени (август 2019 года) выпущено девять номеров альманаха «Чайка». В честь выпуска каждого нового альманаха редакция журнала два раза в год устраивает традиционный праздник в Роквиллской Мемориальной библиотеке, на который приезжают читатели и авторы из разных городов Америки. Лучшие авторы награждаются Дипломами журнала ЧАЙКА. В разное время лауреатами журнала стали народный артист Грузии Борис Казинец, историк и писатель Семен Резник, культуролог, создатель Вашингтонского музея живописи, поэзии и музыки Юлий Зыслин, писатели Элеонора Мандалян и Евсей Цейтлин, журналисты Александр Сиротин и Даша Кашина.